# Ganga Zumba (film)
Pour plus de détails, voir Fiche technique et Distribution.
Ganga Zumba est un film brésilien réalisé par Carlos Diegues, sorti en 1963. 
Il s'agit de l'adaptation du roman du même nom de João Felicio dos Santos publié en 1962.

## Synopsis
C'est l'histoire de Ganga Zumba, le chef du Quilombo dos Palmares.

## Fiche technique
- Titre français : Ganga Zumba
- Réalisation : Carlos Diegues
- Scénario : Carlos Diegues, Rubem Rocha Filho, Leopoldo Serran et Paulo Gil Soares d'après le roman de João Felicio dos Santos
- Direction artistique :
- Décors :
- Pays d'origine : Brésil
- Format : Noir et blanc - 35 mm - Mono
- Genre : drame, historique
- Durée : 100 minutes
- Date de sortie : 1963

## Distribution
- Antonio Pitanga : Ganga Zumba
- Léa Garcia : Cipriana
- Eliezer Gomes : Anoroba
- Luiza Maranhão : Dandara